# Arild Haugen
Arild Haugen (Sirdal, 30 de diciembre de 1985) es un powerlifter y strongman noruego.

## Carrera como atleta de fuerza
Arild compitió por primera vez en el Hombre Más Fuerte Del Mundo en 2006 a los 20 años y ocho meses, lo que lo convierte en el segundo de los competidores más joven en la historia (después de Kevin Nee). En esta ocasión Arild quedó tercero en la ronda de clasificación con 16 puntos detrás de Don Pope (18,5 pts) y Mariusz Pudzianowski (25 pts). Arild mide 1,89 y pesa 135 kg.
Su compariota Odd Haugen (el apellido es casual, no son parientes) también compitió en 2006, siendo el más viejo de la competición.

## Carrera como boxeador
En octubre de 2008 anunció su retiro del atletismo de fuerza para dedicarse al boxeo profesional. Espera su primera pelea para la segunda mitad de 2009.

## Récords en levantamiento
- Press de banca:250 kg
- Peso muerto: 400 kg
- Sentadillas: 400 kg

- Datos: Q3354336